# Henri Duparc (réalisateur)
Pour les articles homonymes, voir Henri Duparc.
Henri Duparc, né le 23 décembre 1941 à Forécariah (Afrique-Occidentale française, actuel Guinée), mort le 18 avril 2006 à Paris, est un cinéaste ivoiro-guinéen. Il est reconnu comme le maitre de la comédie africaine, dépeignant  les  sociétés africaines d’après-indépendance avec humour, ironie et tendresse.

## Biographie
Grand amateur de cinéma et inspiré par l’œuvre de Federico Fellini, Henri Duparc suit en 1962 une formation à l’institut de la cinématographie de Belgrade (ex-Yougoslavie) et poursuit ses études à l’institut des Hautes Études Cinématographiques de Paris (IDHEC actuellement la FEMIS) de 1964 à 1966. Il a aussi joué, en 1968, dans le film de son compatriote Désiré Ecaré, Concerto pour un exil, qui parle de jeunes étudiants africains diplômés en France, de retour dans leur pays avec de grandes aspirations professionnelles, confrontés à une réalité moins simple que prévu. Scénario qui illustre d’une certaine façon ce que Duparc a lui-même vécu ainsi qu’un bon nombre d’Africains de sa génération. En 1967, il s’installe en Côte d’Ivoire, et en fera sa patrie d’adoption, le foyer de sa famille, sa source d’inspiration ainsi que la toile de fond de ses films; il y travaille d’abord en qualité de réalisateur pour la SIC (Société Ivoirienne de Cinéma), organisme du gouvernement ivoirien.
Il réalise en octobre 1969 son premier moyen métrage, qui fera l’ouverture de la 2e édition du FESPACO en 1971, Mouna ou le rêve d'un artiste, une fiction fantastique qui montre comment les œuvres d’un sculpteur, animées par leur âme, accomplissent leur destin.
En 1972, il réalise Abusuan (ou La famille) qui, en écho à Concerto pour un exil, raconte le retour au pays de jeunes diplômés après leurs études en Europe et les problèmes avec la famille et la société traditionnelles africaines. En 1973, il obtient le Prix de l'OCAM et une mention spéciale de l'Office International du Cinéma. Le film participe également la même année, à la Semaine de la Critique Internationale au Festival de Cannes. 
En 1977, il aborde un autre sujet révélateur des fissures apparues dans la société africaine post-coloniale : concilier l’accomplissement professionnel et le bon déroulement de la vie conjugale. Adultère et jalousie sont les thèmes principaux de L'Herbe sauvage.
Après la dissolution de la SIC, il crée en 1983 sa propre structure, Focale 13 (aujourd’hui Les films Henri Duparc), initialement limitée à la production de films institutionnels puis élargit ses horizons en permettant à d’autres réalisateurs de s’exprimer. Dans un film, qu'il produira,   
ensuite la plupart de ses films et ceux de quelques autres.  
Désireux de montrer le cinéma africain aux Africains, il ouvrira une salle de cinéma de plus de six cents places dans la capitale ivoirienne, le Pharaon, où il projette aussi de grands films français.
En 1986, Henri Duparc s’essaie à la production télévisuelle et réalise le premier feuilleton africain pour enfants, Aya, qui raconte les aventures d’une fillette africaine, partie dans la brousse à la recherche de son amie française, Caroline.
Le succès de cette série va lui permettre de tourner, sur fonds propres, un scénario écrit quand il était étudiant à l’IDHEC : Bal Poussière qui sera son plus grand succès. C’est l’histoire de Demi-dieu, riche cultivateur d’ananas aux cinq coépouses, qui succombe au charme d’une jeune femme, Binta, revenue au village après un long séjour à Abidjan, qu’il décide d’épouser coûte que coûte. Ce film aux répliques d’anthologie totalisera 300 000 entrées en France et rendra Duparc célèbre en Afrique, en Europe et en Amérique du Nord.
En 1990, Le Sixième Doigt avec Jean Carmet et Patrick Chesnay, raconte la vie d’un couple dans une atmosphère « pré-indépendance », qui attend un heureux événement mais le bébé naît avec 6 doigts à chaque main et la tradition veut qu’il soit sacrifié. Une nouvelle chronique sociale pleine d’humour, qui lui vaudra le prix spécial du Jury du Festival du film francophone de Namur.
En 1993, Rue Princesse met en scène un fils à papa qui tourne le dos à sa famille pour sa passion de la musique et de Josy, une pétulante prostituée du quartier chaud. Le succès est tel en Côte d’Ivoire, que la rue principale du film sera vraiment rebaptisée rue Princesse.
Comme partout en Afrique de l’ouest, les difficultés économiques conduisent à la disparition des salles et le cinéaste doit fermer son cinéma le Pharaon.
Les financements à la production s’amenuisent aussi… mais en 1997, il réalise Une couleur café en décrochant une coproduction par le Centre cinématographique marocain (CCM). Ce film traite de la polygamie, autorisée au pays, mais interdite en France. Docteur, travailleur immigré en banlieue parisienne, demande un visa pour sa seconde femme en la déclarant comme étant sa fille. Quand celle-ci tombe enceinte, la situation se complique…
En 1999, à la veille des élections présidentielles en Côte d’Ivoire, Focale 13 est retenue pour réaliser une campagne de sensibilisation au civisme par l’Union Européenne. Ce sera Droits et devoirs, 5 films de 26 minutes que Duparc remontera un an plus tard pour en faire un film unitaire de 52 minutes, Je m'appelle Fargass, sur les aventures d’un braqueur de voitures.
La même année, Laurent Gbagbo est élu Président de la République de Côte d'Ivoire. Duparc le convainc de se confier face à sa caméra afin de raconter sa vie et son parcours d’opposant politique. Commencé en septembre 2002 ce film-documentaire, intitulé Laurent Gbagbo, la force d'un destin sera achevé en 2003.
En 2001 et 2003, Henri Duparc s’attèle à la réalisation de documentaires et séries notamment, Les aventures de Moussa le taximan, produit par le Ministère français de la santé (INPES), qui traitent avec humour et justesse de la sexualité, la lutte contre le sida et la tuberculose.
En 2004, il réalise son dernier film, considéré comme son film testament, puisqu’il se savait malade. Caramel, une histoire d’amoureux maudit, rencontre un succès comparable à Bal Poussière.
Fin 2004, il est approché pour l’adaptation et la réalisation d’un film tiré de la pièce de Feydeau La puce à l’oreille rebaptisée La puce africaine, mais n’aura pas le temps de finaliser ce projet, emporté par la maladie en 2006.

## Filmographie
- 1968 : Carnet de voyage
- 1968 : Profil ivoirien
- 1969 : Tam-tam ivoire
- 1969 : Mouna ou le rêve d'un artiste
- 1970 : Récolte du Coton
- 1971 : Dix ans
- 1972 : Abusuan (long métrage, prix de l’OCAM et mention spéciale lors du Festival panafricain du cinéma et de la télévision de Ouagadougou en 1973)
- 1973 : Les racines de la vie (Court-métrage)
- 1977 : L'Herbe sauvage (long métrage, primé aux Journées cinématographiques de Carthage)
- 1986 : Aya
- 1988 : Bal Poussière avec Bakary Bamba, Naky Sy Savane (long métrage, primé au Festival du film de Fort-de-France en 1988 et au Festival du Film d'humour de Chamrousse en 1989)
- 1990 : Le Sixième Doigt avec Patrick Chesnais, Jean Carmet, Bakary Bamba, Naky Sy Savane
- 1992 : Joli Cœur
- 1994 : Rue Princesse avec Félicité Wouassi
- 1997 : Une couleur café
- 2000 : Je m'appelle Fargass
- 2001 : Houria, série 5x5 minutes
- 2004 : Caramel
- 2006 : Laurent Gbagbo, la force d'un destin, documentaire-entretien